# گیلاس زمستانی
پنیرباد خواب‌آور، گیلاس زمستانی، جینسنگ هندی، کاکنج (نام علمی: Withania somnifera) نام یک گونه از تیره بادنجانیان است.

## کشت
این گونه در بسیاری از مناطق خشک هندوستان کشت می شود. همچنین در نپال، چین و یمن نیز یافت می شود. 